# Vaccinium uliginosum
Il mirtillo blu (Vaccinium uliginosum L., 1753) è una pianta appartenente alla famiglia delle Ericacee. Viene anche chiamato falso mirtillo  o mirtillo delle paludi, per la somiglianza con il mirtillo nero europeo.

## Descrizione

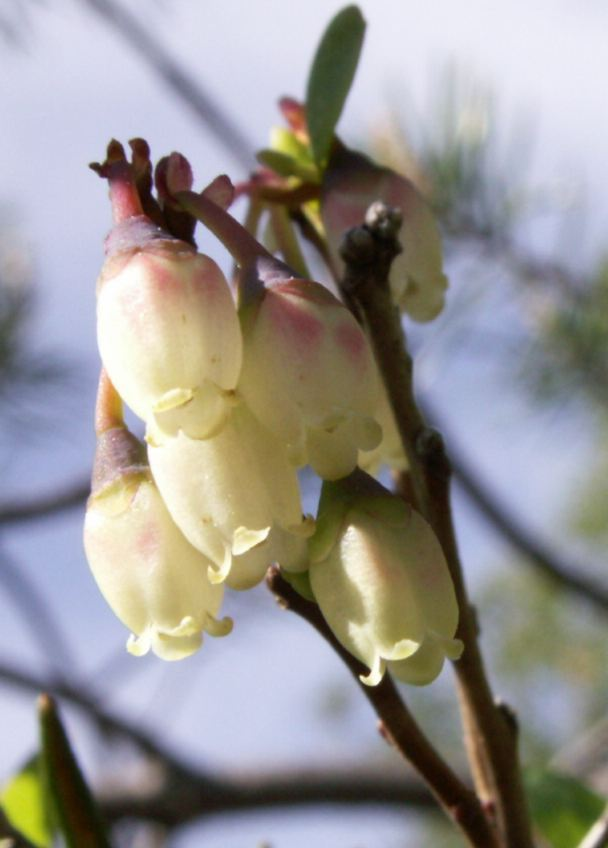
Fiore

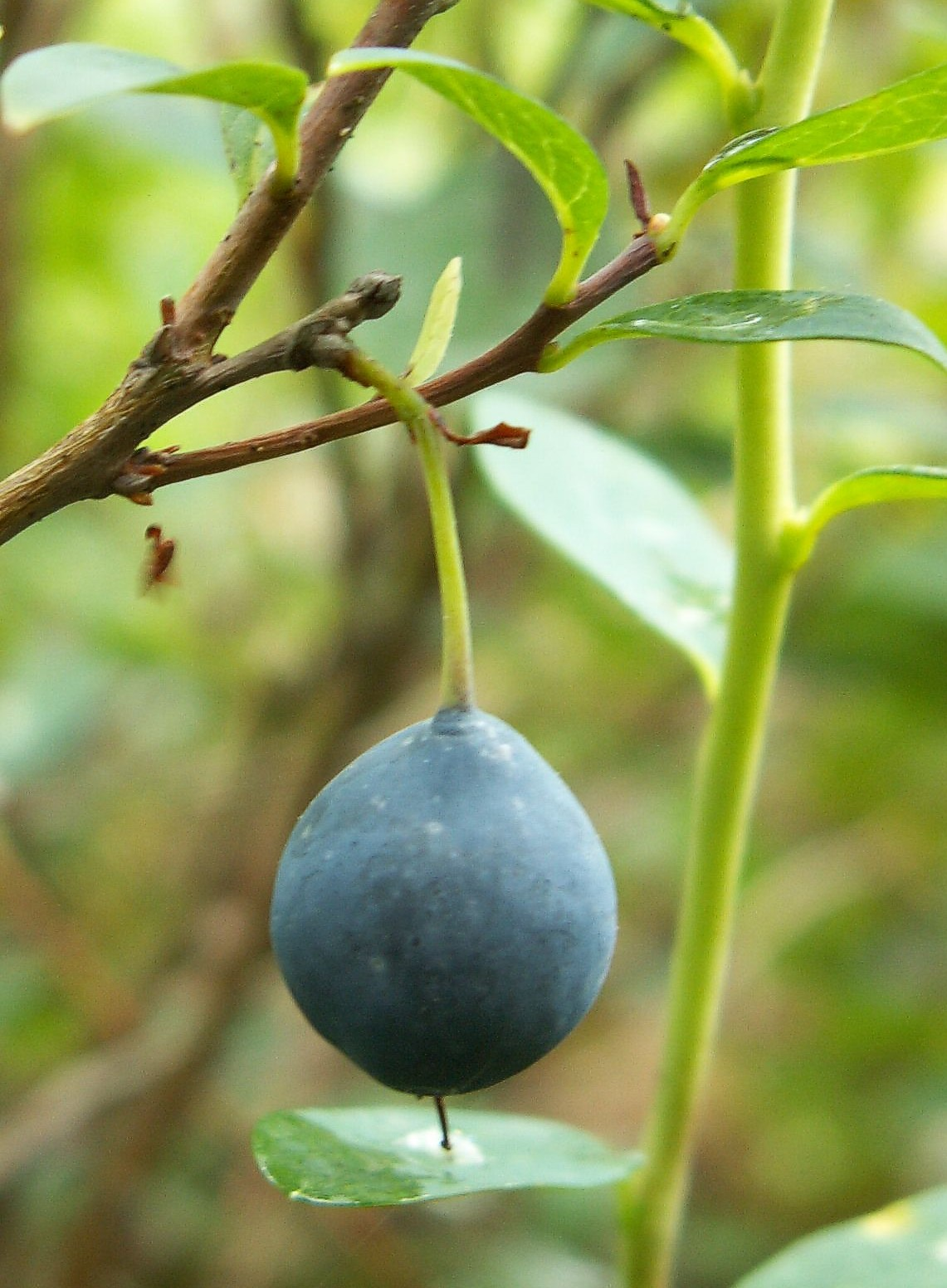
Frutto

il mirtillo blu è un piccolo arbusto caducifoglia e latifoglia, alto da 10 a 75 cm. la fioritura si ha in tarda primavera, la maturazione avviene a inizio autunno.

### Foglie
Le foglie di questa pianta, hanno un bordo intero ed una forma ovale. Sono caduche e sono distribuite su due file lungo il ramo della pianta.

### Fiori
I fiori di questa pianta hanno una forma campanulare e sono rivolti verso il basso, con un colore bianco rosa. Spesso si distribuiscono da soli o a gruppi di due sul ramo.

### Frutto

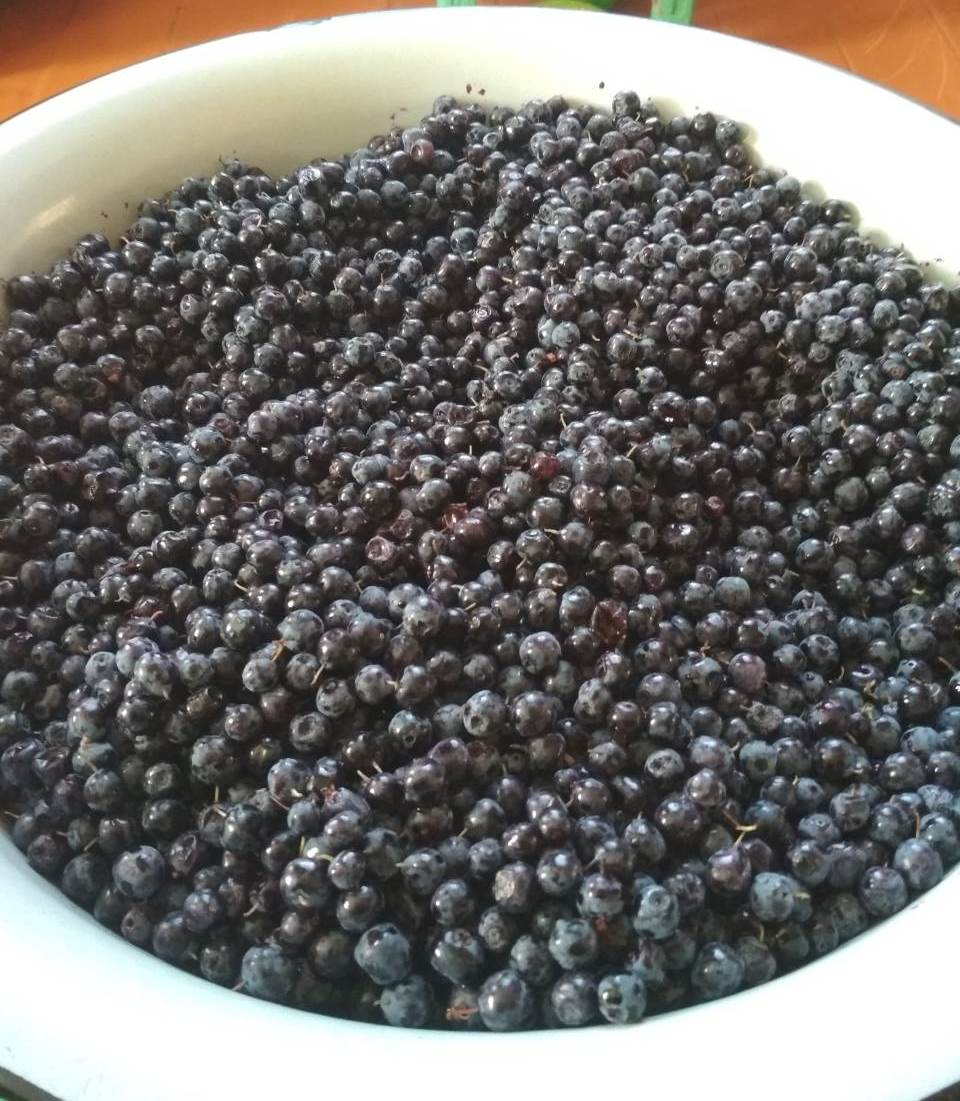
I mirtilli si sono raccolti nel distretto di Zakamensky di Buriazia, Russia

Il frutto è una bacca commestibile scura esternamente e chiara internamente, carnosa e di sapore dolce, contenente diversi semini, che mantiene il calice del fiore alla base.
I semi sono ovali, leggermente a mezzaluna, lunghi da 1-2mm e di colore da ocra a marrone scuro.

## Distribuzione e habitat
Si trova in diverse regioni del nord e del centro Italia, distribuito sulle Alpi e sugli Appennini ma presente anche nelle regioni settentrionali di Cina, Corea, Giappone e America. Questo arbusto predilige un clima alpino ed un terreno acido, povero di azoto. Resiste bene ai cambiamenti di umidità del terreno.

## Specie simili

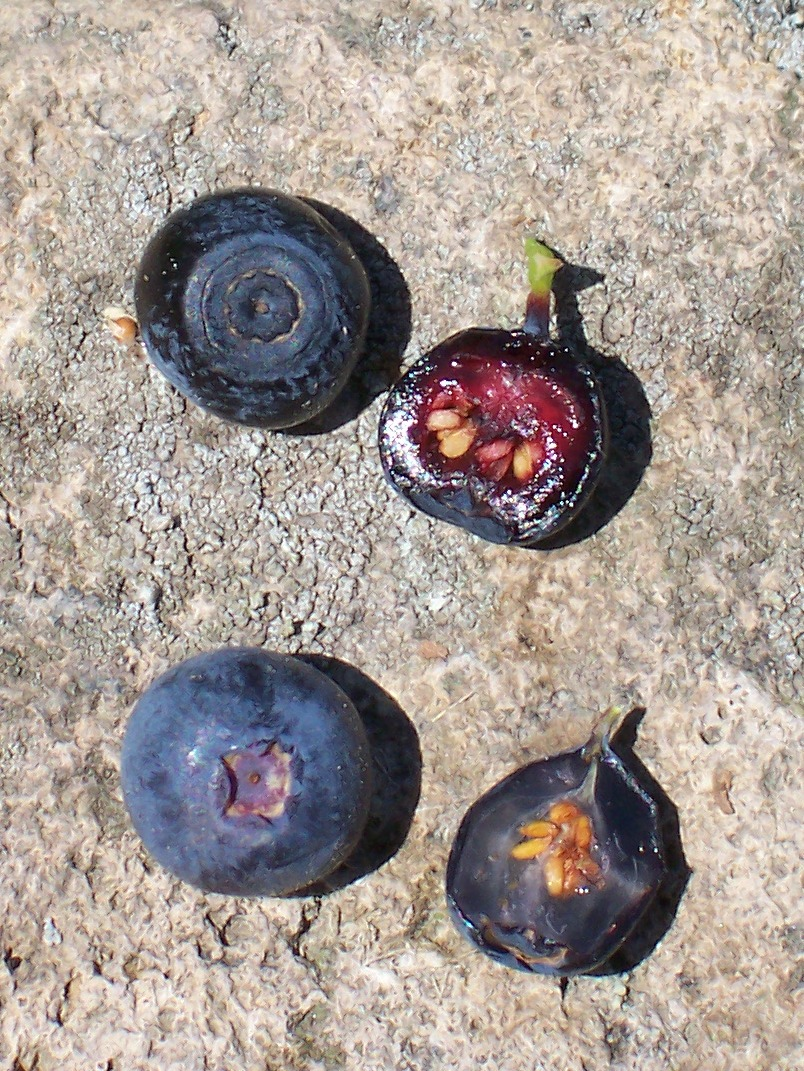
Comparazione fra un frutto di V. myrtillus (sopra) e di V. uliginosum (sotto)

- Vaccinium myrtillus V. uliginosum  ha foglie dal margine liscio, mentre V. myrtillus (mirtillo nero europeo) ha foglie dal margine dentato. Un'altra differenza è costituita dai frutti, i quali, non solo hanno un sapore diverso, ma anche un picciolo diverso: V. uliginosum ha un vistoso residuo del calice nelle bacche, le quali hanno anche una polpa fusa con la buccia, al contrario di V. myrtillus.
- Vaccinium gualtherioides